# Hanna Liss
Hanna Liss (* 1964) ist  eine deutsche Judaistin. Sie ist Professorin für Bibel und jüdische Bibelauslegung an der Hochschule für Jüdische Studien, Heidelberg und kooptiertes Mitglied der philosophischen Fakultät an der Universität Heidelberg.

## Leben und Wirken
Liss studierte Judaistik, Altorientalistik und Bibelwissenschaft an der Eberhard-Karls-Universität Tübingen, der Hebräischen Universität Jerusalem, der Ludwig-Maximilians-Universität München und der Freien Universität Berlin. Sie promovierte bei Peter Schäfer und Josef Dan über den mittelalterlichen jüdischen Theologen Eleasar von Worms.
Anschließend lehrte sie 1997 an der Hochschule für Jüdische Studien in Heidelberg als wissenschaftliche Mitarbeiterin im Fach Bibel und jüdische Bibelauslegung. 2002 habilitierte sie sich bei Giuseppe Veltri im Fach Judaistik/Jüdische Studien an der Universität Halle. 2002 wurde sie zum First Moosnick Distinguished Professor of Hebrew Bible and Jewish Studies am Lexington Theological Seminary und der University of Kentucky in Lexington berufen, 2003 wurde sie Harry Starr Research Fellow in Judaica am Center for Jewish Studies an der Harvard University. Ebenfalls 2003 wurde sie zur ordentlichen Professorin für Bibel und jüdische Bibelauslegung an der Hochschule für Jüdische Studien in Heidelberg ernannt und besetzte damit in Deutschland die erste Professur für Bibel, die nicht an einer christlich-theologischen Fakultät angesiedelt war.
2008 verbrachte sie ein Jahr als Senior Fellow am Alfried Krupp Wissenschaftskolleg Greifswald. 2015 wurde sie als kooptiertes Mitglied in die philosophische Fakultät der Ruprecht-Karls-Universität Heidelberg aufgenommen. Im selben Jahr gründete sie das Abraham Berliner Center zur Erforschung der Text- und Auslegungstraditionen der hebräischen Bibel. Neben ihrem Lehr- und Forschungsdeputat war und ist sie in wissenschaftlichen Gremien (Deutsche Forschungsgemeinschaft, Forschungszentrum Internationale und Interdisziplinäre Theologie, Verband der Judaisten in Deutschland u. a.) sowie in interdisziplinären Projekten tätig (Sonderforschungsbereich 619 und 933 und Graduiertenkolleg „Theologie und Wissenschaft“ an der Universität Frankfurt). Ferner engagiert sie sich im Gesprächskreis Juden und Christen im Zentralkomitee der deutschen Katholiken auch im jüdisch-christlichen Dialog. Im Sommersemester 2017 hatte sie die Franz-Rosenzweig-Gastprofessur inne.

### Arbeitsgebiete
Das Forschungsgebiet von Liss umfasst nicht nur die jüdische Mediävistik mit ihrem Schwerpunkt auf der vor allem aschkenasisch-zarfatischen (deutsch-französischen jüdischen) Bibelauslegung (vgl. ihre wichtigsten Arbeiten zu Eleasar von Worms und Raschbam), sondern schließt linguistisch-literaturwissenschaftliche Studien an der Bibel selbst ein. So hat sie über kommunikative Strukturen bei Jesaja eine Habilitationsschrift verfasst und verschiedene Aufsätze zu unterschiedlichen biblischen Büchern und Themen veröffentlicht. Da sie als jüdische Bibelwissenschaftlerin sich aber nicht einfach in die alttestamentliche Auslegugspraxis der christlichen Theologie einreihen kann, gehören zu ihrer Arbeit hermeneutische Überlegungen zum Bibelverständnis innerhalb der jüdischen Tradition. Seit Längerem befasst sich Liss schwerpunktmäßig mit der hebräischen mittelalterlichen Textüberlieferung des biblischen Textmaterials, da hier biblisches Verstehen und jüdische Denktradition in herausgehobener Weise ineinandergreifen (siehe Masora). Dies konnte sie zusammen mit ihrem Mitarbeiterstab in dem Sonderforschungsbereich 933 „Materiale Textkulturen“ sowie in zahlreichen Veröffentlichungen zeigen. Trotz dieses umfangreichen Forschungsfeldes veröffentlicht Liss zudem allgemeinverständliche Werke zum Judentum, so Tanach – Lehrbuch der jüdischen Bibel, Erzähl es deinen Kindern. Die Torah in fünf Bänden und ein Lehrbuch zur jüdischen Bibelauslegung.

## Schriften

### Monografien und Herausgeberschaften (Auswahl)
- Jüdische Bibelauslegung (Jüdische Studien 3), Tübingen: Mohr Siebeck, 2020 ISBN 978-3825251352
- Tanach.  Lehrbuch  der  jüdischen  Bibel.  Universitätsverlag C. Winter 2005, 4. völlig überarbeitete Auflage 2019 (Schriften  der  Hochschule  für  Jüdische  Studien Bd. 8), ISBN 978-3-8253-6850-0.
- (zusammen mit Bruno Landthaler): Erzähl es Deinen Kindern. Die Torah für Kinder in fünf Bänden, Bd. 1: Bereschit. Am Anfang; Bd. 2: Schemot. Namen; Bd. 3: Wajikra. Und er rief; Bd. 4: Bamidbar. In der Wüste; Bd. 5: Devarim. Worte. Ariella Verlag, Berlin 2014–16, ISBN 978-3-9813825-9-4 (Bd. 1), ISBN 978-3-9816238-4-0 (Bd. 2), ISBN 978-3-9816238-5-7 (Bd. 3), ISBN 978-3-9816238-6-4 (Bd. 4), ISBN 978-3-9816238-7-1 (Bd. 5).
- Creating Fictional Worlds: Peshat Exegesis and Narrativity in  Rashbam’s Commentary on the Torah. Brill Publisher, Leiden/Boston 2011, ISBN 978-90-04-19456-4. (Studies in Jewish History and Culture, 25).
- (Hrsg. zusammen mit Manfred Oeming): Literary Construction of Identity in the Ancient World. Proceedings of the Conference Literary Fiction and the Construction of Identity in Ancient Literatures. Options and Limits of Modern Literary Approaches in the Exegesis of Ancient texts. Eisenbrauns Publisher, Winona Lake, Indiana 2010, ISBN 978-1-57506-190-0.
- Die unerhörte Prophetie. Kommunikative Strukturen prophetischer Rede im Buch Yesha’yahu. Evangelische Verlagsanstalt, Leipzig 2003, ISBN 978-3-374-02055-3 (Arbeiten zur Bibel und ihrer Geschichte Bd. 14).
- El'asar ben Yehuda von Worms, Hilkhot ha-Kavod. Die Lehrsätze von der Herrlichkeit Gottes. (Edition. Übersetzung. Kommentar.) Mohr-Siebeck, Tübingen 1997. (Texts and Studies in Medieval and Early Modern Judaism, 12), ISBN 978-3-16-146778-3.